# Soles de Mexicali
Los Soles de Mexicali es un equipo de la Liga Nacional de Baloncesto Profesional con sede en Mexicali, Baja California, México.

## Historia
El equipo Soles de Mexicali se fundó como tal en el año 2005, e ingresó a la LNBP esa misma temporada, teniendo como sede el Auditorio PSF ubicado en el complejo "Ciudad Deportiva".
A pesar de su corta edad como equipo, los Soles han logrado clasificar a la postemporada de la LNBP en todas las temporadas en que han participado, y la ganaron en 2006. Además los Soles jugaron el torneo navideño de Harlem "Harlem Basketball Week", quedando en cuarto lugar. Por otro lado, los Soles de Mexicali junto con los Halcones UV Xalapa y Fuerza Regia de Monterrey participaron en la 1.ª edición del torneo internacional de clubes a nivel continental, Liga de las Américas.

### Trayectoria LNBP

#### 2005El Debut.
Fue la primera temporada que compitieron en la liga y llegaron a semifinales de la zona norte.

#### 2006El inicio de un grande y de una gran Rivalidad.
La temporada 2006 fue su mejor temporada, ya que quedaron invictos en la temporada regular en casa quedando 18-0 en casa y 14-4 fuera, lo que en total sería  34-4, fueron el mejor equipo en la Zona Norte.
| Tabla de la Zona Norte     | Tabla de la Zona Norte | Tabla de la Zona Norte | Tabla de la Zona Norte | Tabla de la Zona Norte | Tabla de la Zona Norte | Tabla de la Zona Norte | Tabla de la Zona Norte |
| Equipo                     | G                      | P                      | %                      | Pts                    | Casa                   | Fuera                  | PJ                     |
| -------------------------- | ---------------------- | ---------------------- | ---------------------- | ---------------------- | ---------------------- | ---------------------- | ---------------------- |
| Soles de Mexicali          | 32                     | 4                      | .889                   | 68                     | 18-0                   | 14-4                   | 36                     |
| Lobos Grises de la UAD     | 28                     | 8                      | .778                   | 64                     | 16-2                   | 12-6                   | 36                     |
| Correcaminos UAT Reynosa   | 25                     | 11                     | .694                   | 61                     | 16-2                   | 9-9                    | 36                     |
| Lobos de la U.A. de C.     | 22                     | 14                     | .611                   | 58                     | 14-4                   | 8-10                   | 36                     |
| Correcaminos UAT Victoria  | 21                     | 15                     | .583                   | 57                     | 13-5                   | 8-10                   | 36                     |
| Correcaminos UAT Matamoros | 20                     | 16                     | .556                   | 56                     | 14-4                   | 6-12                   | 36                     |
| Fuerza Regia de Monterrey  | 17                     | 19                     | .472                   | 53                     | 12–6                   | 5-13                   | 36                     |
| Santos Reales de San Luis  | 17                     | 19                     | .472                   | 53                     | 10-8                   | 7-11                   | 36                     |
| Galgos de Tijuana          | 15                     | 21                     | .417                   | 51                     | 10-8                   | 5-13                   | 36                     |
| Algodoneros de la Comarca  | 10                     | 26                     | .278                   | 46                     | 6-12                   | 4-14                   | 36                     |
| Cimarrones de Ensenada     | 10                     | 26                     | .278                   | 46                     | 5-13                   | 5-13                   | 36                     |
| Astros de Tecate           | 0                      | 36                     | .000                   | 36                     | 0-18                   | 0-18                   | 36                     |

En los Playoffs en primera ronda jugaron contra Santos Reales de San Luis (ahora llamado Santos del Potosí) quedaron 3-0 pasando a semifinales de Zona Norte contra Lobos de la U.A. de C. en donde ganaron otra vez quedando 3-0, en la final de Zona Norte jugaron contra Lobos Gises de la UAD, el segundo mejor equipo de la Zona Norte, contra ellos ganaron 3-0 pasando invictos a la Final Nacional, la final fue contra los Halcones UV Xalapa el mejor equipo de la Zona Sur, la final fue reñida pero Soles de Mexicali salió campeón de la liga quedando 4-3, un campeonato en el que inicia la historia de un grande de la historia del Baloncesto Mexicano y también inicia la historia de una rivalidad en la que al día de hoy es el Clásico Nacional en la LNBP.
|  | Primera Ronda | Primera Ronda     | Primera Ronda |                   |   | Semifinales de Zona | Semifinales de Zona | Semifinales de Zona |  |   | Finales de Zona | Finales de Zona | Finales de Zona |  |    | Final Nacional | Final Nacional | Final Nacional |  |
|  |               |                   |               |                   |   |                     |                     |                     |  |   |                 |                 |                 |  |    |                |                |                |  |
|  |               |                   |               |                   |   |                     |                     |                     |  |   |                 |                 |                 |  |    |                |                |                |  |
|  | 1             | Soles             | 3             |                   |   |                     |                     |                     |  |   |                 |                 |                 |  |    |                |                |                |  |
|  | 1             | Soles             | 3             |                   |   |                     |                     |                     |  |   |                 |                 |                 |  |    |                |                |                |  |
|  | 8             | Santos Reales     | 0             |                   |   |                     |                     |                     |  |   |                 |                 |                 |  |    |                |                |                |  |
|  | 8             | Santos Reales     | 0             |                   | 1 | Soles               | 3                   |                     |  |   |                 |                 |                 |  |    |                |                |                |  |
|  |               |                   |               |                   | 1 | Soles               | 3                   |                     |  |   |                 |                 |                 |  |    |                |                |                |  |
|  |               |                   | 4             | Lobos             | 0 |                     |                     |                     |  |   |                 |                 |                 |  |    |                |                |                |  |
|  | 4             | Lobos             | 4             | Lobos             | 0 | 3                   |                     |                     |  |   |                 |                 |                 |  |    |                |                |                |  |
|  | 4             | Lobos             |               |                   |   |                     |                     |                     |  |   |                 |                 |                 |  |    |                |                |                |  |
|  | 5             | Correcaminos Vic. | 1             |                   |   |                     |                     |                     |  |   |                 |                 |                 |  |    |                |                |                |  |
|  | 5             | Correcaminos Vic. | 1             |                   |   |                     |                     |                     |  | 1 | Soles           | 4               |                 |  |    |                |                |                |  |
|  | 'Zona Norte'  |                   |               |                   |   |                     |                     |                     |  | 1 | Soles           | 4               |                 |  |    |                |                |                |  |
|  |               |                   | 2             | Lobos Grises      | 0 |                     |                     |                     |  |   |                 |                 |                 |  |    |                |                |                |  |
|  | 2             | Lobos Grises      | 2             | Lobos Grises      | 0 | 3                   |                     |                     |  |   |                 |                 |                 |  |    |                |                |                |  |
|  | 2             | Lobos Grises      |               |                   |   |                     |                     |                     |  |   |                 |                 |                 |  |    |                |                |                |  |
|  | 7             | Fuerza Regia      | 0             |                   |   |                     |                     |                     |  |   |                 |                 |                 |  |    |                |                |                |  |
|  | 7             | Fuerza Regia      | 0             |                   | 2 | Lobos Grises        | 3                   |                     |  |   |                 |                 |                 |  |    |                |                |                |  |
|  |               |                   |               |                   | 2 | Lobos Grises        | 3                   |                     |  |   |                 |                 |                 |  |    |                |                |                |  |
|  |               |                   | 3             | Correcaminos Rey. | 0 |                     |                     |                     |  |   |                 |                 |                 |  |    |                |                |                |  |
|  | 3             | Correcaminos Rey. | 3             | Correcaminos Rey. | 0 | 3                   |                     |                     |  |   |                 |                 |                 |  |    |                |                |                |  |
|  | 3             | Correcaminos Rey. |               |                   |   |                     |                     |                     |  |   |                 |                 |                 |  |    |                |                |                |  |
|  | 6             | Correcaminos Mat. | 0             |                   |   |                     |                     |                     |  |   |                 |                 |                 |  |    |                |                |                |  |
|  | 6             | Correcaminos Mat. | 0             |                   |   |                     |                     |                     |  |   |                 |                 |                 |  | N1 | Soles          | 4              |                |  |
|  |               |                   |               |                   |   |                     |                     |                     |  |   |                 |                 |                 |  | N1 | Soles          | 4              |                |  |
|  |               |                   | S1            | Halcones Xal.     | 3 |                     |                     |                     |  |   |                 |                 |                 |  |    |                |                |                |  |
|  | 1             | Halcones Xal.     | S1            | Halcones Xal.     | 3 | 3                   |                     |                     |  |   |                 |                 |                 |  |    |                |                |                |  |
|  | 1             | Halcones Xal.     |               |                   |   |                     |                     |                     |  |   |                 |                 |                 |  |    |                |                |                |  |
|  | 8             | Bucaneros         | 1             |                   |   |                     |                     |                     |  |   |                 |                 |                 |  |    |                |                |                |  |
|  | 8             | Bucaneros         | 1             |                   | 1 | Halcones Xal.       | 3                   |                     |  |   |                 |                 |                 |  |    |                |                |                |  |
|  |               |                   |               |                   | 1 | Halcones Xal.       | 3                   |                     |  |   |                 |                 |                 |  |    |                |                |                |  |
|  |               |                   | 5             | Panteras          | 0 |                     |                     |                     |  |   |                 |                 |                 |  |    |                |                |                |  |
|  | 4             | Halcones Ver.     | 5             | Panteras          | 0 | 2                   |                     |                     |  |   |                 |                 |                 |  |    |                |                |                |  |
|  | 4             | Halcones Ver.     |               |                   |   |                     |                     |                     |  |   |                 |                 |                 |  |    |                |                |                |  |
|  | 5             | Panteras          | 3             |                   |   |                     |                     |                     |  |   |                 |                 |                 |  |    |                |                |                |  |
|  | 5             | Panteras          | 3             |                   |   |                     |                     |                     |  | 1 | Halcones Xal.   | 4               |                 |  |    |                |                |                |  |
|  | 'Zona Sur'    |                   |               |                   |   |                     |                     |                     |  | 1 | Halcones Xal.   | 4               |                 |  |    |                |                |                |  |
|  |               |                   | 2             | Lechugueros       | 1 |                     |                     |                     |  |   |                 |                 |                 |  |    |                |                |                |  |
|  | 2             | Lechugueros       | 2             | Lechugueros       | 1 | 3                   |                     |                     |  |   |                 |                 |                 |  |    |                |                |                |  |
|  | 2             | Lechugueros       |               |                   |   |                     |                     |                     |  |   |                 |                 |                 |  |    |                |                |                |  |
|  | 7             | Mayas             | 1             |                   |   |                     |                     |                     |  |   |                 |                 |                 |  |    |                |                |                |  |
|  | 7             | Mayas             | 1             |                   | 2 | Lechugueros         | 3                   |                     |  |   |                 |                 |                 |  |    |                |                |                |  |
|  |               |                   |               |                   | 2 | Lechugueros         | 3                   |                     |  |   |                 |                 |                 |  |    |                |                |                |  |
|  |               |                   | 3             | Cometas           | 1 |                     |                     |                     |  |   |                 |                 |                 |  |    |                |                |                |  |
|  | 3             | Cometas           | 3             | Cometas           | 1 | 3                   |                     |                     |  |   |                 |                 |                 |  |    |                |                |                |  |
|  | 3             | Cometas           |               |                   |   |                     |                     |                     |  |   |                 |                 |                 |  |    |                |                |                |  |
|  | 6             | Ola Roja          | 2             |                   |   |                     |                     |                     |  |   |                 |                 |                 |  |    |                |                |                |  |
|  | 6             | Ola Roja          | 2             |                   |   |                     |                     |                     |  |   |                 |                 |                 |  |    |                |                |                |  |
|  |               |                   |               |                   |   |                     |                     |                     |  |   |                 |                 |                 |  |    |                |                |                |  |

#### 2007-2008La Venganza de Xalapa.
Soles después de ganar por primera vez la LNBP, quedó en tercer lugar en la Zona Norte, en los playoffs paso hasta la Final Nacional ganándole a Dorados de Chihuahua, Fuerza Regia, Santos Reales de San Luis, la Final la jugó contra Halcones UV Xalapa, una Final reñida como en la temporada pasada pero esta vez a favor de Halcones quedando 3-4
|  | Cuartos de final de Zona | Cuartos de final de Zona | Cuartos de final de Zona |               |   | Semifinales de Zona | Semifinales de Zona | Semifinales de Zona |   |  | Finales de Zona | Finales de Zona | Finales de Zona |   |  | Final de la LNBP | Final de la LNBP | Final de la LNBP |  |
|  |                          |                          |                          |               |   |                     |                     |                     |   |  |                 |                 |                 |   |  |                  |                  |                  |  |
|  |                          |                          |                          |               |   |                     |                     |                     |   |  |                 |                 |                 |   |  |                  |                  |                  |  |
|  | 3                        | Soles                    | 3                        |               |   |                     |                     |                     |   |  |                 |                 |                 |   |  |                  |                  |                  |  |
|  | 3                        | Soles                    | 3                        |               |   |                     |                     |                     |   |  |                 |                 |                 |   |  |                  |                  |                  |  |
|  | 6                        | Dorados                  | 1                        |               |   |                     |                     |                     |   |  |                 |                 |                 |   |  |                  |                  |                  |  |
|  | 6                        | Dorados                  | 1                        |               | 3 | Soles               | 3                   |                     |   |  |                 |                 |                 |   |  |                  |                  |                  |  |
|  |                          |                          |                          |               | 3 | Soles               | 3                   |                     |   |  |                 |                 |                 |   |  |                  |                  |                  |  |
|  |                          |                          | 2                        | Fuerza Regia  | 1 |                     |                     |                     |   |  |                 |                 |                 |   |  |                  |                  |                  |  |
|  |                          |                          | 2                        | Fuerza Regia  | 1 |                     |                     |                     |   |  |                 |                 |                 |   |  |                  |                  |                  |  |
|  |                          |                          |                          |               |   |                     |                     |                     |   |  |                 |                 |                 |   |  |                  |                  |                  |  |
|  |                          |                          |                          |               |   |                     |                     |                     |   |  |                 |                 |                 |   |  |                  |                  |                  |  |
|  |                          |                          |                          |               |   |                     | 3                   | Soles               | 4 |  |                 |                 |                 |   |  |                  |                  |                  |  |
|  |                          |                          |                          |               |   |                     |                     |                     | 4 |  |                 |                 |                 |   |  |                  |                  |                  |  |
|  |                          |                          | 4                        | Santos Reales | 0 |                     |                     |                     |   |  |                 |                 |                 |   |  |                  |                  |                  |  |
|  |                          |                          | 4                        | Santos Reales | 0 |                     |                     |                     |   |  |                 |                 |                 |   |  |                  |                  |                  |  |
|  |                          |                          |                          |               |   |                     |                     |                     |   |  |                 |                 |                 |   |  |                  |                  |                  |  |
|  |                          |                          |                          |               |   |                     |                     |                     |   |  |                 |                 |                 |   |  |                  |                  |                  |  |
|  |                          |                          |                          |               |   |                     |                     |                     |   |  |                 |                 |                 |   |  |                  |                  |                  |  |
|  |                          |                          |                          |               |   |                     |                     |                     |   |  |                 |                 |                 |   |  |                  |                  |                  |  |
|  |                          |                          |                          |               |   |                     |                     |                     |   |  |                 |                 |                 |   |  |                  |                  |                  |  |
|  |                          |                          |                          |               |   |                     |                     |                     |   |  |                 |                 |                 |   |  |                  |                  |                  |  |
|  |                          |                          |                          |               |   |                     |                     |                     |   |  |                 |                 |                 |   |  |                  |                  |                  |  |
|  |                          |                          |                          |               |   |                     |                     |                     |   |  |                 |                 |                 |   |  |                  |                  |                  |  |
|  |                          |                          |                          |               |   |                     |                     |                     |   |  |                 | N3              | Soles           | 3 |  |                  |                  |                  |  |
|  |                          |                          |                          |               |   |                     |                     |                     |   |  |                 |                 |                 | 3 |  |                  |                  |                  |  |
|  |                          |                          | S1                       | Halcones Xal. | 4 |                     |                     |                     |   |  |                 |                 |                 |   |  |                  |                  |                  |  |
|  |                          |                          | S1                       | Halcones Xal. | 4 |                     |                     |                     |   |  |                 |                 |                 |   |  |                  |                  |                  |  |
|  |                          |                          |                          |               |   |                     |                     |                     |   |  |                 |                 |                 |   |  |                  |                  |                  |  |
|  |                          |                          |                          |               |   |                     |                     |                     |   |  |                 |                 |                 |   |  |                  |                  |                  |  |
|  |                          |                          |                          |               |   |                     |                     |                     |   |  |                 |                 |                 |   |  |                  |                  |                  |  |
|  |                          |                          |                          |               |   |                     |                     |                     |   |  |                 |                 |                 |   |  |                  |                  |                  |  |
|  |                          |                          |                          |               |   |                     |                     |                     |   |  |                 |                 |                 |   |  |                  |                  |                  |  |
|  |                          |                          |                          |               |   |                     |                     |                     |   |  |                 |                 |                 |   |  |                  |                  |                  |  |
|  |                          |                          |                          |               |   |                     |                     |                     |   |  |                 |                 |                 |   |  |                  |                  |                  |  |
|  |                          |                          |                          |               |   |                     |                     |                     |   |  |                 |                 |                 |   |  |                  |                  |                  |  |
|  |                          |                          |                          |               |   |                     |                     |                     |   |  |                 |                 |                 |   |  |                  |                  |                  |  |
|  |                          |                          |                          |               |   |                     |                     |                     |   |  |                 |                 |                 |   |  |                  |                  |                  |  |
|  |                          |                          |                          |               |   |                     |                     |                     |   |  |                 |                 |                 |   |  |                  |                  |                  |  |
|  |                          |                          |                          |               |   |                     |                     |                     |   |  |                 |                 |                 |   |  |                  |                  |                  |  |
|  |                          |                          |                          |               |   |                     |                     |                     |   |  |                 |                 |                 |   |  |                  |                  |                  |  |
|  |                          |                          |                          |               |   |                     |                     |                     |   |  |                 |                 |                 |   |  |                  |                  |                  |  |
|  |                          |                          |                          |               |   |                     |                     |                     |   |  |                 |                 |                 |   |  |                  |                  |                  |  |
|  |                          |                          |                          |               |   |                     |                     |                     |   |  |                 |                 |                 |   |  |                  |                  |                  |  |
|  |                          |                          |                          |               |   |                     |                     |                     |   |  |                 |                 |                 |   |  |                  |                  |                  |  |
|  |                          |                          |                          |               |   |                     |                     |                     |   |  |                 |                 |                 |   |  |                  |                  |                  |  |
|  |                          |                          |                          |               |   |                     |                     |                     |   |  |                 |                 |                 |   |  |                  |                  |                  |  |
|  |                          |                          |                          |               |   |                     |                     |                     |   |  |                 |                 |                 |   |  |                  |                  |                  |  |
|  |                          |                          |                          |               |   |                     |                     |                     |   |  |                 |                 |                 |   |  |                  |                  |                  |  |
|  |                          |                          |                          |               |   |                     |                     |                     |   |  |                 |                 |                 |   |  |                  |                  |                  |  |

### Liga de las Américas
Los Soles participaron en la 1.ª edición de este campeonato internacional entre equipos americanos, lograron llegar la "Final Four" del torneo y fueron seleccionados como los anfitriones de esta etapa final, siendo Mexicali la sede más septentrional del torneo. Los equipos participantes en este "Final Four" fueron: Soles de Mexicali (Mex), Peñarol de Mar del Plata (Arg), Minas Tenis Clube (Bra) y Miami Tropics (EUA).

#### 2007-2008
Fue subcampeón, derrotando en el último partido al equipo argentino Peñarol, que a la postre quedó campeón por diferencia de puntos, ya que hubo un triple empate entre Peñarol, Soles y "Miami Tropics".

##### Final Four
Esta etapa final concentró a los ganadores de la eliminación anterior. La sede donde se llevaría a cabo el Final Four fue escogida entre las sedes de los 4 equipos finalistas. Tras un período de licitación, finalmente fue la ciudad de Mexicali, Baja California, México la seleccionada como la primera sede del Final Four de la Liga de las Américas. Tiene la característica de ser la sede más occidental y septentrional del torneo. 
El campeón de este primer torneo continental fue Club Atlético Peñarol de Argentina, a pesar de perder el último partido, ya que hubo un triple empate con 5 puntos, por lo cual las posiciones se resolvieron por el sistema de "gol average".
| Pos. | Equipo                | Pts | PJ | PG | PP | PF  | PC  | Dif |
| ---- | --------------------- | --- | -- | -- | -- | --- | --- | --- |
| 1.   | Club Atlético Peñarol | 5   | 3  | 2  | 1  | 270 | 246 | +24 |
| 2.   | Soles de Mexicali     | 5   | 3  | 2  | 1  | 287 | 278 | +9  |
| 3.   | Miami Tropics         | 5   | 3  | 2  | 1  | 260 | 267 | -7  |
| 4.   | Minas Tenis Clube     | 3   | 3  | 0  | 3  | 233 | 259 | -26 |

| Fecha                | Hora² | Partido¹              | Partido¹                                                           | Partido¹              |
| -------------------- | ----- | --------------------- | ------------------------------------------------------------------ | --------------------- |
| 7 de febrero de 2008 | 19:15 | Club Atlético Peñarol | 94 - 77 Archivado el 20 de diciembre de 2008 en Wayback Machine.   | Miami Tropics         |
| 7 de febrero de 2008 | 21:30 | Soles de Mexicali     | 95 - 83 Archivado el 20 de diciembre de 2008 en Wayback Machine.   | Minas Tenis Clube     |
| 8 de febrero de 2008 | 17:00 | Club Atlético Peñarol | 97 - 85 Archivado el 20 de diciembre de 2008 en Wayback Machine.   | Minas Tenis Clube     |
| 8 de febrero de 2008 | 19:15 | Soles de Mexicali     | 108 - 116 Archivado el 20 de diciembre de 2008 en Wayback Machine. | Miami Tropics         |
| 9 de febrero de 2008 | 15:00 | Minas Tenis Clube     | 65 - 67 Archivado el 20 de diciembre de 2008 en Wayback Machine.   | Miami Tropics         |
| 9 de febrero de 2008 | 17:15 | Soles de Mexicali     | 84 - 79 Archivado el 20 de diciembre de 2008 en Wayback Machine.   | Club Atlético Peñarol |

#### 2008-2009El Dominio de Xalapa
Soles de Mexicali pasaba a los playoffs como primero de la tabla empatado con Tecolotes de la UAG.
| Zona Norte                | Zona Norte | Zona Norte | Zona Norte | Zona Norte | Zona Norte | Zona Norte | Zona Norte | Zona Norte |
| Equipo                    | JJ         | JG         | JP         | PF         | PC         | Dif.       | Ptos.      | JV         |
| ------------------------- | ---------- | ---------- | ---------- | ---------- | ---------- | ---------- | ---------- | ---------- |
| Soles de Mexicali         | 48         | 39         | 9          | 4337       | 3835       | 502        | 87         | --         |
| Tecolotes de la UAG       | 48         | 39         | 9          | 4404       | 4021       | 383        | 87         | --         |
| Lobos Grises de la UAD    | 48         | 29         | 19         | 4218       | 40003      | 215        | 77         | 10         |
| Algodoneros de la Comarca | 47         | 28         | 19         | 4358       | 4136       | 222        | 75         | 11         |
| Fuerza Regia de Monterrey | 48         | 25         | 23         | 4199       | 4099       | 100        | 73         | 14         |
| Dorados de Chihuahua      | 47         | 22         | 25         | 4030       | 3941       | 89         | 69         | 17         |
| Venados de Nuevo Laredo   | 48         | 19         | 29         | 4109       | 4314       | -205       | 67         | 20         |
| Lobos de la U.A. de C.    | 48         | 18         | 30         | 3864       | 3870       | -6         | 66         | 21         |
| Correcaminos UAT Victoria | 48         | 17         | 31         | 4132       | 4391       | -259       | 65         | 22         |
| Galgos de Tijuana         | 47         | 15         | 32         | 4074       | 4251       | -177       | 62         | 24         |
| Bravos de Piedras Negras  | 48         | 13         | 35         | 3886       | 4676       | -790       | 61         | 26         |
| Potros ITSON de Obregón   | 48         | 11         | 37         | 4001       | 4506       | -505       | 59         | 28         |

| Clasificado a los playoffs |

En la primera ronda de los Playoffs gana contra Lobos de la U.A. de C. quedando 3-0, en Semifinales de Zona se enfrentaban a Dorados de Chihuahua que conseguían ganarles dos partidos quedando 4-2 a favor de soles, en la final de Zona se enfrentaron contra Tecolotes de la UAG, el equipo con el que empataron en la tabla de la Zona Norte, acá se repite el resultado, 4-2 a favor de Soles, en la Final Nacional ahora llamado "Final de Finales", Soles quedó con un resultado de 4-2 a favor de Halcones de Xalapa.
|  | Cuartos de final de Zona | Cuartos de final de Zona | Cuartos de final de Zona |               |   | Semifinales de Zona | Semifinales de Zona | Semifinales de Zona |   |  | Finales de Zona | Finales de Zona | Finales de Zona |   |  | Final de Finales | Final de Finales | Final de Finales |  |
|  |                          |                          |                          |               |   |                     |                     |                     |   |  |                 |                 |                 |   |  |                  |                  |                  |  |
|  |                          |                          |                          |               |   |                     |                     |                     |   |  |                 |                 |                 |   |  |                  |                  |                  |  |
|  | 1                        | Soles                    | 3                        |               |   |                     |                     |                     |   |  |                 |                 |                 |   |  |                  |                  |                  |  |
|  | 1                        | Soles                    | 3                        |               |   |                     |                     |                     |   |  |                 |                 |                 |   |  |                  |                  |                  |  |
|  | 8                        | Lobos                    | 0                        |               |   |                     |                     |                     |   |  |                 |                 |                 |   |  |                  |                  |                  |  |
|  | 8                        | Lobos                    | 0                        |               | 1 | Soles               | 4                   |                     |   |  |                 |                 |                 |   |  |                  |                  |                  |  |
|  |                          |                          |                          |               | 1 | Soles               | 4                   |                     |   |  |                 |                 |                 |   |  |                  |                  |                  |  |
|  |                          |                          | 6                        | Dorados       | 2 |                     |                     |                     |   |  |                 |                 |                 |   |  |                  |                  |                  |  |
|  |                          |                          | 6                        | Dorados       | 2 |                     |                     |                     |   |  |                 |                 |                 |   |  |                  |                  |                  |  |
|  |                          |                          |                          |               |   |                     |                     |                     |   |  |                 |                 |                 |   |  |                  |                  |                  |  |
|  |                          |                          |                          |               |   |                     |                     |                     |   |  |                 |                 |                 |   |  |                  |                  |                  |  |
|  |                          |                          |                          |               |   |                     | 1                   | Soles               | 4 |  |                 |                 |                 |   |  |                  |                  |                  |  |
|  |                          |                          |                          |               |   |                     |                     |                     | 4 |  |                 |                 |                 |   |  |                  |                  |                  |  |
|  |                          |                          | 2                        | Tecolotes     | 2 |                     |                     |                     |   |  |                 |                 |                 |   |  |                  |                  |                  |  |
|  |                          |                          | 2                        | Tecolotes     | 2 |                     |                     |                     |   |  |                 |                 |                 |   |  |                  |                  |                  |  |
|  |                          |                          |                          |               |   |                     |                     |                     |   |  |                 |                 |                 |   |  |                  |                  |                  |  |
|  |                          |                          |                          |               |   |                     |                     |                     |   |  |                 |                 |                 |   |  |                  |                  |                  |  |
|  |                          |                          |                          |               |   |                     |                     |                     |   |  |                 |                 |                 |   |  |                  |                  |                  |  |
|  |                          |                          |                          |               |   |                     |                     |                     |   |  |                 |                 |                 |   |  |                  |                  |                  |  |
|  |                          |                          |                          |               |   |                     |                     |                     |   |  |                 |                 |                 |   |  |                  |                  |                  |  |
|  |                          |                          |                          |               |   |                     |                     |                     |   |  |                 |                 |                 |   |  |                  |                  |                  |  |
|  |                          |                          |                          |               |   |                     |                     |                     |   |  |                 |                 |                 |   |  |                  |                  |                  |  |
|  |                          |                          |                          |               |   |                     |                     |                     |   |  |                 |                 |                 |   |  |                  |                  |                  |  |
|  |                          |                          |                          |               |   |                     |                     |                     |   |  |                 | N1              | Soles           | 2 |  |                  |                  |                  |  |
|  |                          |                          |                          |               |   |                     |                     |                     |   |  |                 |                 |                 | 2 |  |                  |                  |                  |  |
|  |                          |                          | S1                       | Halcones Xal. | 4 |                     |                     |                     |   |  |                 |                 |                 |   |  |                  |                  |                  |  |
|  |                          |                          | S1                       | Halcones Xal. | 4 |                     |                     |                     |   |  |                 |                 |                 |   |  |                  |                  |                  |  |
|  |                          |                          |                          |               |   |                     |                     |                     |   |  |                 |                 |                 |   |  |                  |                  |                  |  |
|  |                          |                          |                          |               |   |                     |                     |                     |   |  |                 |                 |                 |   |  |                  |                  |                  |  |
|  |                          |                          |                          |               |   |                     |                     |                     |   |  |                 |                 |                 |   |  |                  |                  |                  |  |
|  |                          |                          |                          |               |   |                     |                     |                     |   |  |                 |                 |                 |   |  |                  |                  |                  |  |
|  |                          |                          |                          |               |   |                     |                     |                     |   |  |                 |                 |                 |   |  |                  |                  |                  |  |
|  |                          |                          |                          |               |   |                     |                     |                     |   |  |                 |                 |                 |   |  |                  |                  |                  |  |
|  |                          |                          |                          |               |   |                     |                     |                     |   |  |                 |                 |                 |   |  |                  |                  |                  |  |
|  |                          |                          |                          |               |   |                     |                     |                     |   |  |                 |                 |                 |   |  |                  |                  |                  |  |
|  |                          |                          |                          |               |   |                     |                     |                     |   |  |                 |                 |                 |   |  |                  |                  |                  |  |
|  |                          |                          |                          |               |   |                     |                     |                     |   |  |                 |                 |                 |   |  |                  |                  |                  |  |
|  |                          |                          |                          |               |   |                     |                     |                     |   |  |                 |                 |                 |   |  |                  |                  |                  |  |
|  |                          |                          |                          |               |   |                     |                     |                     |   |  |                 |                 |                 |   |  |                  |                  |                  |  |
|  |                          |                          |                          |               |   |                     |                     |                     |   |  |                 |                 |                 |   |  |                  |                  |                  |  |
|  |                          |                          |                          |               |   |                     |                     |                     |   |  |                 |                 |                 |   |  |                  |                  |                  |  |
|  |                          |                          |                          |               |   |                     |                     |                     |   |  |                 |                 |                 |   |  |                  |                  |                  |  |
|  |                          |                          |                          |               |   |                     |                     |                     |   |  |                 |                 |                 |   |  |                  |                  |                  |  |
|  |                          |                          |                          |               |   |                     |                     |                     |   |  |                 |                 |                 |   |  |                  |                  |                  |  |
|  |                          |                          |                          |               |   |                     |                     |                     |   |  |                 |                 |                 |   |  |                  |                  |                  |  |
|  |                          |                          |                          |               |   |                     |                     |                     |   |  |                 |                 |                 |   |  |                  |                  |                  |  |
|  |                          |                          |                          |               |   |                     |                     |                     |   |  |                 |                 |                 |   |  |                  |                  |                  |  |
|  |                          |                          |                          |               |   |                     |                     |                     |   |  |                 |                 |                 |   |  |                  |                  |                  |  |
|  |                          |                          |                          |               |   |                     |                     |                     |   |  |                 |                 |                 |   |  |                  |                  |                  |  |

#### 2009-2014 La primera sequía ganadora
A partir del 2009 Soles de Mexicali enfrentaría una sequía en donde no ganaría un título y un subtítulo, en estos años Soles de Mexicali quedaba la mayoría de veces entre el top 4 al 6, llegando solo UNA VEZ al top 2, en los playoffs la mayoría de veces quedaba eliminado por Halcones de Xalapa, marcando un dominio por completo en el Clásico Nacional de parte de Halcones.

##### 2014-2015La Segunda
Esta temporada Soles de Mexicali pasaba a los Playoffs como el top 4 empatado en partidos con Halcones de Xalapa, en los cuartos de final Soles se enfrentaba a Fuerza Regia, Soles ganan quedando 4-2 a favor, en semifinales se enfrentan contra Halcones Rojos donde el marcador es el mismo, 4-2 a favor de Soles, la final fue contra Pioneros de Quintana Roo, el campeón de América, el marcador queda 4-1 a favor de Soles de Mexicali, con este campeonato terminan una sequía donde no conseguían ni un subcampeonato.
|  | Cuartos de final            | Cuartos de final            | Cuartos de final            |          |   | Semifinales      | Semifinales      | Semifinales      |  |   | Final          | Final          | Final          |  |
|  | 28 de febrero - 12 de marzo | 28 de febrero - 12 de marzo | 28 de febrero - 12 de marzo |          |   | 19 - 28 de marzo | 19 - 28 de marzo | 19 - 28 de marzo |  |   | 1 - 7 de abril | 1 - 7 de abril | 1 - 7 de abril |  |
|  |                             |                             |                             |          |   |                  |                  |                  |  |   |                |                |                |  |
|  |                             |                             |                             |          |   |                  |                  |                  |  |   |                |                |                |  |
|  | 2                           | 'Pioneros'                  | 4                           |          |   |                  |                  |                  |  |   |                |                |                |  |
|  | 2                           | 'Pioneros'                  | 4                           |          |   |                  |                  |                  |  |   |                |                |                |  |
|  | 7                           | Jefes                       | 1                           |          |   |                  |                  |                  |  |   |                |                |                |  |
|  | 7                           | Jefes                       | 1                           |          | 2 | 'Pioneros'       | 4                |                  |  |   |                |                |                |  |
|  |                             |                             |                             |          | 2 | 'Pioneros'       | 4                |                  |  |   |                |                |                |  |
|  |                             |                             | 3                           | Halcones | 2 |                  |                  |                  |  |   |                |                |                |  |
|  | 3                           | 'Halcones'                  | 3                           | Halcones | 2 | 4                |                  |                  |  |   |                |                |                |  |
|  | 3                           | 'Halcones'                  |                             |          |   |                  |                  |                  |  |   |                |                |                |  |
|  | 6                           | Huracanes                   | 2                           |          |   |                  |                  |                  |  |   |                |                |                |  |
|  | 6                           | Huracanes                   | 2                           |          |   |                  |                  |                  |  | 2 | Pioneros       | 1              |                |  |
|  |                             |                             |                             |          |   |                  |                  |                  |  | 2 | Pioneros       | 1              |                |  |
|  |                             |                             | 4                           | 'Soles'  | 4 |                  |                  |                  |  |   |                |                |                |  |
|  | 1                           | 'Halcones Rojos'            | 4                           | 'Soles'  | 4 | 4                |                  |                  |  |   |                |                |                |  |
|  | 1                           | 'Halcones Rojos'            |                             |          |   |                  |                  |                  |  |   |                |                |                |  |
|  | 8                           | Gigantes                    | 2                           |          |   |                  |                  |                  |  |   |                |                |                |  |
|  | 8                           | Gigantes                    | 2                           |          | 1 | Halcones Rojos   | 2                |                  |  |   |                |                |                |  |
|  |                             |                             |                             |          | 1 | Halcones Rojos   | 2                |                  |  |   |                |                |                |  |
|  |                             |                             | 4                           | 'Soles'  | 4 |                  |                  |                  |  |   |                |                |                |  |
|  | 4                           | 'Soles'                     | 4                           | 'Soles'  | 4 | 4                |                  |                  |  |   |                |                |                |  |
|  | 4                           | 'Soles'                     |                             |          |   |                  |                  |                  |  |   |                |                |                |  |
|  | 5                           | Fuerza Regia                | 2                           |          |   |                  |                  |                  |  |   |                |                |                |  |
|  | 5                           | Fuerza Regia                | 2                           |          |   |                  |                  |                  |  |   |                |                |                |  |
|  |                             |                             |                             |          |   |                  |                  |                  |  |   |                |                |                |  |

#### 2015-2016La Venganza de Pioneros
Después de que Soles de Mexicali gana su segundo campeonato, este clasifica a los playoffs como el mejor equipo en la tabla de la LNBP, en los playoffs le ganan a Correcaminos UAT Victoria con un marcador de 3-2, en semifinales juegan contra Gigantes del Estado de México ganando con un marcador de 4-1 pasando a la Final, en la final lo esperaba Pioneros de Quintana Roo, los Pioneros terminan ganando 4-3.

##### 2016-2017
Esta temporada queda como Segundo en la tabla de la LNBP, solo superado por Fuerza Regia, en los playoffs se enfrenta a Indios de Ciudad Juárez ganando 3-0 pasando a Semifinales donde se encuentran a Garzas de Plata de la UAEH igual ganando pero con un marcador de 4-2 a favor de Soles de Mexicali, en la Final se encuentran a Fuerza Regia, el Primero de la tabla de la LNBP, el resultado se repite pero a favor de Fuerza Regia dejando como subcampeón a Soles de Mexicali.

##### 2017-2018La Tercera
Soles después de su Subcampeonato quedan como el Mejor equipo de la tabla en la LNBP, empatado en partidos con Capitanes de la Ciudad de México.
| Clasificación General |                                  |    |    |    |      |      |      |       |
| Posición              | Equipo                           | JJ | JG | JP | PF   | PC   | Dif. | Ptos. |
| 1                     | Soles de Mexicali                | 40 | 26 | 14 | 3576 | 3220 | 356  | 66    |
| 2                     | Capitanes de la Ciudad de México | 40 | 26 | 14 | 3463 | 3243 | 220  | 66    |
| 3                     | Fuerza Regia de Monterrey        | 40 | 25 | 15 | 3312 | 3125 | 187  | 65    |
| 4                     | Mineros de Zacatecas             | 40 | 25 | 15 | 3329 | 3267 | 62   | 65    |
| 5                     | Aguacateros de Michoacán         | 40 | 23 | 17 | 3344 | 3245 | 99   | 63    |
| 6                     | Toros de Nuevo Laredo            | 40 | 22 | 18 | 3438 | 3342 | 96   | 62    |
| 7                     | Correcaminos UAT Victoria        | 40 | 22 | 18 | 3535 | 3554 | -19  | 62    |
| 8                     | Santos de San Luis               | 40 | 19 | 21 | 3408 | 3489 | -81  | 59    |
| 9                     | Abejas de León                   | 40 | 13 | 27 | 3430 | 3727 | -297 | 53    |
| 10                    | Libertadores de Querétaro        | 40 | 11 | 29 | 3432 | 3720 | -288 | 51    |
| 11                    | Panteras de Aguascalientes       | 40 | 8  | 32 | 3339 | 3674 | -335 | 48    |

| Clasificado a los playoffs |

En los playoffs se enfrentan en cuartos de final contra Santos de San Luis, quedando 3-1 a favor de Soles de Mexicali, en Semifinales se enfrentan contra Aguacateros de Michoacán, con un resultado de 4-2 a favor de Soles de Mexicali, en la Final se enfrentan al segundo de la tabla de la LNBP, contra Capitanes de Ciudad de México ganan 4-1 consiguiendo su Tercer título de la LNBP.
|  | Cuartos de final | Cuartos de final | Cuartos de final |              |   | Semifinales      | Semifinales      | Semifinales      |  |   | Final           | Final           | Final           |  |
|  | 6 - 15 de marzo  | 6 - 15 de marzo  | 6 - 15 de marzo  |              |   | 18 - 28 de marzo | 18 - 28 de marzo | 18 - 28 de marzo |  |   | 3 - 10 de abril | 3 - 10 de abril | 3 - 10 de abril |  |
|  |                  |                  |                  |              |   |                  |                  |                  |  |   |                 |                 |                 |  |
|  |                  |                  |                  |              |   |                  |                  |                  |  |   |                 |                 |                 |  |
|  | 1                | 'Soles'          | 3                |              |   |                  |                  |                  |  |   |                 |                 |                 |  |
|  | 1                | 'Soles'          | 3                |              |   |                  |                  |                  |  |   |                 |                 |                 |  |
|  | 8                | Santos           | 1                |              |   |                  |                  |                  |  |   |                 |                 |                 |  |
|  | 8                | Santos           | 1                |              | 1 | 'Soles'          | 4                |                  |  |   |                 |                 |                 |  |
|  |                  |                  |                  |              | 1 | 'Soles'          | 4                |                  |  |   |                 |                 |                 |  |
|  |                  |                  | 5                | Aguacateros  | 2 |                  |                  |                  |  |   |                 |                 |                 |  |
|  | 4                | Mineros          | 5                | Aguacateros  | 2 | 1                |                  |                  |  |   |                 |                 |                 |  |
|  | 4                | Mineros          |                  |              |   |                  |                  |                  |  |   |                 |                 |                 |  |
|  | 5                | 'Aguacateros'    | 3                |              |   |                  |                  |                  |  |   |                 |                 |                 |  |
|  | 5                | 'Aguacateros'    | 3                |              |   |                  |                  |                  |  | 1 | 'Soles'         | 4               |                 |  |
|  |                  |                  |                  |              |   |                  |                  |                  |  | 1 | 'Soles'         | 4               |                 |  |
|  |                  |                  | 2                | Capitanes    | 1 |                  |                  |                  |  |   |                 |                 |                 |  |
|  | 2                | 'Capitanes'      | 2                | Capitanes    | 1 | 3                |                  |                  |  |   |                 |                 |                 |  |
|  | 2                | 'Capitanes'      |                  |              |   |                  |                  |                  |  |   |                 |                 |                 |  |
|  | 7                | Correcaminos     | 2                |              |   |                  |                  |                  |  |   |                 |                 |                 |  |
|  | 7                | Correcaminos     | 2                |              | 2 | 'Capitanes'      | 4                |                  |  |   |                 |                 |                 |  |
|  |                  |                  |                  |              | 2 | 'Capitanes'      | 4                |                  |  |   |                 |                 |                 |  |
|  |                  |                  | 3                | Fuerza Regia | 1 |                  |                  |                  |  |   |                 |                 |                 |  |
|  | 3                | 'Fuerza Regia'   | 3                | Fuerza Regia | 1 | 3                |                  |                  |  |   |                 |                 |                 |  |
|  | 3                | 'Fuerza Regia'   |                  |              |   |                  |                  |                  |  |   |                 |                 |                 |  |
|  | 6                | Toros            | 2                |              |   |                  |                  |                  |  |   |                 |                 |                 |  |
|  | 6                | Toros            | 2                |              |   |                  |                  |                  |  |   |                 |                 |                 |  |
|  |                  |                  |                  |              |   |                  |                  |                  |  |   |                 |                 |                 |  |

##### 2019-2020La Cuarta
Después de pasar una temporada quedándose en la Final de Conferencia, esta temporada quedan como el mejor equipo de la conferencia sur de la LNBP, en los playoffs juegan contra Panteras de Aguascalientes, quedando 4-2 a favor de Soles de Mexicali, en la Final de Conferencia se enfrentan contra Aguacateros de Michoacán, ganando 4-3 pasando a la Final donde se encuentran a Fuerza Regia, contra Fuerza Regia quedan 4-3 a favor de Soles de Mexicali, con esta final Soles gana su Cuarto Título de la LNBP.

### Evolución del Logo

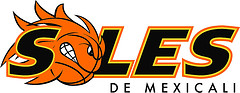
Logo que se usó a los inicios del Club de Baloncesto Soles de Mexicali.

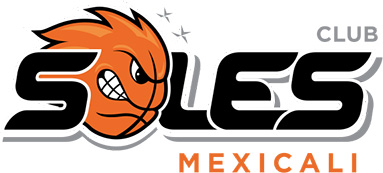
Modernizado, con dos estrellas por los dos campeonatos que tenía el club en ese tiempo.

### Gimnasio
Los Soles de Mexicali tienen como sede el Auditorio PSF, con capacidad para 4,426 espectadores.

## Jugadores

### Roster
| Soles de Mexicali Temporada 2025 |    |                                    |                                 |
| C U E R P O T É C N I C O        |    |                                    |                                 |
| Entrenador                       |    | Bandera de Argentina               | Silvio Santander                |
| Asistente                        |    | Bandera de Argentina               | Sergio Fabricio Salas           |
| J U G A D O R E S                |    |                                    |                                 |
| Escolta                          | 0  | Bandera de Estados Unidos          | Joshua Webster Hanks            |
| Ala-pívot                        | 3  | Bandera de Estados Unidos          | Connor Milton Zinaich           |
| Ala-pívot                        | 4  | Bandera de México                  | Fabián Misael Jaimes Nava       |
| Ala-pívot                        | 5  | Bandera de Estados Unidos          | Justin Moss                     |
| Alero                            | 7  | Bandera de Estados Unidos          | Jordan Nicholas Glynn Ramírez   |
| Base                             | 8  | Bandera de Estados Unidos          | Donald Erick Sims               |
| Ala-pívot/Pívot                  | 9  | Bandera de México                  | Brian Alejandro Martínez Campa  |
| Base                             | 11 | Bandera de México                  | Víctor Ramón Álvarez Diez       |
| Base                             | 16 | Bandera de México                  | Eduardo Andrés Mendoza Inzúnza  |
| Escolta                          | 24 | Bandera de la República Dominicana | Adonys Henriquez                |
| Escolta                          | 25 | Bandera de Estados Unidos          | Lucas Wayne Martínez Counts     |
| Pívot                            | 71 | Bandera de Estados Unidos          | Brandon Lee McCoy               |
| Pívot                            | 77 | Bandera de México                  | Alejandro Reyna Martínez (Baja) |
| Ala-pívot                        | 87 | Bandera de México                  | Juan Pablo Baldenebro Véjar     |
| = Capitán                        |    |                                    |                                 |
| = Lesionado                      |    |                                    |                                 |

 =  Cuenta con nacionalidad mexicana. 

## Palmarés

### Nacionales
- Campeón LNBP 2006, LNBP 2014-2015, LNBP 2017-2018,  LNBP 2019-2020

### Internacionales
- Subcampeón Liga de las Américas 2007-08